# On a Plain
"On a Plain" là một bài hát của ban nhạc rock Mỹ Nirvana. Đây là bài hát thứ 11 trong album Nevermind (1991). Bài hát được phát hành làm đĩa quảng bá vào mùa hè năm 1992.
Một màn biểu diễn trực tiếp bài hát này tại Roskilde Festival ở Roskilde, Đan Mạch ngày 26 tháng 6 năm 1992 đã có mặt trong album video sau đó Live! Tonight! Sold Out!! của nhóm, phát hành năm 1994.

## Vị trí trong bảng xếp hạng
| Năm  | Bảng xếp hạng                | Vị trí |
| ---- | ---------------------------- | ------ |
| 1992 | Billboard Modern Rock Charts | 25     |